# Revolta dels Barrets Vermells
La Revolta dels Barrets Vermells (francès Révolte des Bonnets Rouges) fou una revolta pagesa esdevinguda a Bretanya el 1675, simultània a la Revolta del paper Segellat.
Els rebels saquejaren el local de venda del paper segellat a Roazhon el 18 d'abril del 1675, mentre els camperols dictaren un Code Paysan, i un dels líders de la revolta a Karaez, Sebastian Ar Balp, demanaria ajut als Països Baixos i marxà sobre Montroulez i Kemper, però fou assassinat el 2 de setembre del mateix any, i el duc de Chaulnes originà una forta repressió entre els supervivents (es calculen uns 60 els executats). Segons Madame de Sevigné, cronista de l'època, els arbres de la carretera entre Kemper i Kemperle cedia sota el pes dels pagesos penjats.
Uns 10.000 soldats ocuparen la província i cometeren tota mena d'excessos. I el parlament bretó, considerat instigador de la revolta, fou exiliat a Gwened.